# 锈茎螺序草
锈茎螺序草（学名：Spiradiclis ferruginea）为茜草科螺序草属下的一个种。

## 扩展阅读
- 維基物種上的相關：锈茎螺序草